# Pirot
Pirot (in cirillico serbo Пирот, Pirot) è una città e una municipalità, nonché capoluogo, del distretto di Pirot nel sud-est della Serbia, al confine con la Bulgaria.

## Storia
Nel corso della guerra serbo-bulgara del 1885 Pirot fu teatro di una battaglia che vide l'esercito bulgaro sconfiggere quello serbo.